# Techland
Techland – польський розробник і видавець відеоігор, заснований в 1991 році Павелом Мархевкою (польск.Paweł Marchewka). Найбільш  відомі розробкою шутера від першої особи в тематиці Дикого Заходу – Call Of Juarez (2006) та його приквелом Call of Juarez: Bound in Blood (2009), а також іграми від першої особи в жанрі survival horror: Dead Island (2011) та Dying Light (2015).  Штаб-квартира компанії розташована в центральній Польщі, місті Острув-Велькопольський. Також має офіси у Вроцлаві, Варшаві та Ванкувері.
У червні 2016 року Techland оголосив, що стане глобальним видавцем відеоігор, плануючи публікувати ігри, розроблені іншими студіями, і випускати дві головні мультиплатформенні назви, і чотири - у цифровому розподілі щороку. Їх першим опублікованим продуктом став Torment: Tides of Numenera, розроблений inXile Entertainment, який побачив світ у лютому 2017 року.

## Історія
Techland дебютував як дистриб'ютор комп'ютерного програмного забезпечення. Перший внутрішньо розроблений продукт – Crime Cities – був опублікований у 2000 році. Ця дата означає консолідацію основної команди розробників, спільні зусилля яких призвели до створення власного Chrome Engine у 2003 році. Перша гра, заснована на власному рушії, який створив Techland (як широко відомий розробник програмного забезпечення), був науково-фантастичним шутер від першої особи Chrome. Критичне визнання та комерційний успіх оригінального продукту стали підставою для приквелу під назвою Chrome: Specforce, що вийшов у 2005 році. Поруч із шутерами від першої особи, Techland розробили  симуляційні ігри Xpand Rally та Xpand Rally Xtreme. У 2006 році, до портфоліо команди Techland була додана, ліцензована VW, віртуальна гра GTI Racing.
З моменту своєї першої появи у 2003 році, Chrome Engine постійно розвивається і в 2006 році він перетворюється на Chrome Engine 4, який забезпечував сумісність з PlayStation 3. Потенціал SDK був продемонстрований в останньому з продуктів Techland – Call of Juarez. Гра отримала світове визнання та посилила позицію Techland. Call of Juarez на цей час є найбільш відомим продуктом компанії і першим з продуктів, що повністю підтримують DirectX 10. Techland також відома розробками ігор з відкритим світом в жанрі survival horror: Dead Island в 2011 році та його продовженням Riptide, у 2013 році. Хоча Dead Island загалом отримав позитивний відгуки, то Riptide мав дещо змішану критику.
Techland також випустила Dying Light, гру від першої особи, в жанрі survival horror для PlayStation 4, Xbox One і Microsoft Windows. Випуск гри планувався на 2014 рік, але пізніше був відкладений до січня 2015 року. Після випуску гра отримала в цілому позитивні відгуки від критиків та громадськості. В результаті, в лютому 2016 року побачила світ ексклюзивна гра під назвою Dying Light: The Following, що мала дуже позитивні відгуки. Нині, майбутня розробка компанії –  Hellraid, гра, яка спочатку була призупинена через зосередження на продовженні Dying Light.
У травні 2016 року генеральний директор Павел Мархевка розповів, що компанія працює над двома проектами рівня ААА, однією з яких є нова інтелектуальна власність. Команди в Вроцлаві та Варшаві будуть головними розробниками двох проектів, а студія у Ванкувері наддасть їм додаткову підтримку. Загальний бюджет складає 77 мільйонів доларів.  У червні 2016 року Мархевка повідомив, що компанія заснувала новий видавничий відділ під назвою Techland Publishing. Вони мають намір опублікувати два головні продукти та чотири цифрові випуски щороку.  Перша стороння опублікована гра – Torment: Tides of Numenera, яка мала вийти у 2017 році.
У липні 2021 року Techland продала Digital Scapes Studios іншій польській розробницькій компанії CD Projekt, яка перейменувала її на CD Projekt Red Vancouver. У грудні того ж року компанія відсвяткувала своє 30-річчя, запропонувавши своїм клієнтам низку знижок. У 2022 році Techland випустила гру жахів на виживання з відкритим світом Dying Light 2: Stay Human, яка є продовженням Dying Light.
У липні 2023 року Tencent оголосила, що стане мажоритарним акціонером компанії.  Незважаючи на придбання 67% акцій компанії за 1,6 млрд доларів США, польський розробник збереже творчу незалежність і контроль над своїми брендами.
10 січня 2024 року було повідомлено, що Tencent завершила придбання контрольного пакета акцій Techland.

## Розроблені ігри
Нижче наведено список відеоігор, розроблених Techland  
| Рік  | Назва продукції                            | Жанр                              | ПК                      | 7 покоління   | 8 покоління             | Інше         |
| ---- | ------------------------------------------ | --------------------------------- | ----------------------- | ------------- | ----------------------- | ------------ |
| 2000 | Crime Cities                               | Action                            | Windows                 | N/A           | N/A                     | N/A          |
| 2001 | Chess 2001                                 | Симулятор                         | Windows                 | N/A           | N/A                     | N/A          |
| 2001 | Mission: Humanity                          | Стратегія в реальному часі        | Windows                 | N/A           | N/A                     | N/A          |
| 2001 | Speedway Championships                     | Автосимулятор                     | Windows                 | N/A           | N/A                     | N/A          |
| 2001 | Survival: The Ultimate Challenge           | Стратегія, Симулятор              | Windows                 | N/A           | N/A                     | N/A          |
| 2001 | Bridge 3000                                | Симулятор                         | Windows                 | N/A           | N/A                     | N/A          |
| 2001 | Pet Racer                                  | Комп'ютерні гонки                 | Windows                 | N/A           | N/A                     | N/A          |
| 2002 | Pet Soccer                                 | Спортивна відеогра                | Windows                 | N/A           | N/A                     | N/A          |
| 2002 | Indiana Jack                               | Платформер                        | Windows                 | N/A           | N/A                     | N/A          |
| 2002 | FIM Speedway Grand Prix                    | Автосимулятор                     | Windows                 | N/A           | N/A                     | N/A          |
| 2003 | Hen on Fire: Kurminator                    | Шутер                             | Windows                 | N/A           | N/A                     | N/A          |
| 2003 | Chrome                                     | Шутер від першої особи            | Windows                 | N/A           | N/A                     | N/A          |
| 2004 | Xpand Rally                                | Комп'ютерні гонки                 | Windows                 | N/A           | N/A                     | N/A          |
| 2005 | Chrome: Specforce                          | Шутер від першої особи            | Windows                 | N/A           | N/A                     | N/A          |
| 2006 | Xpand Rally Xtreme                         | Комп'ютерні гонки                 | Windows                 | N/A           | N/A                     | N/A          |
| 2006 | GTI Racing                                 | Комп'ютерні гонки                 | Windows                 | N/A           | N/A                     | N/A          |
| 2006 | Crazy Soccer Mundial                       | Спортивна відеогра                | Windows                 | N/A           | N/A                     | N/A          |
| 2006 | FIM Speedway Grand Prix 2                  | Автосимулятор                     | Windows                 | N/A           | N/A                     | N/A          |
| 2006 | Call Of Juarez                             | Шутер від першої особи            | Windows                 | Xbox 360      | N/A                     | N/A          |
| 2008 | FIM Speedway Grand Prix 3                  | Автосимулятор                     | Windows                 | N/A           | N/A                     | N/A          |
| 2008 | Nikita: The Mystery of the Hidden Treasure | Платформер                        | Windows                 | N/A           | N/A                     | N/A          |
| 2008 | Nikita: Wild Cars                          | Комп'ютерні гонки                 | Windows                 | N/A           | N/A                     | N/A          |
| 2009 | Speedway League                            | Автосимулятор                     | Windows                 | N/A           | N/A                     | N/A          |
| 2009 | Call of Juarez: Bound in Blood             | Шутер від першої особи            | Windows                 | PS3, Xbox 360 | N/A                     | N/A          |
| 2010 | Nail'd                                     | Комп'ютерні гонки                 | Windows                 | PS3, Xbox 360 | N/A                     | N/A          |
| 2011 | FIM Speedway Grand Prix 4                  | Автосимулятор                     | Windows                 | N/A           | N/A                     | N/A          |
| 2011 | Call of Juarez: The Cartel                 | Шутер від першої особи            | Windows                 | PS3, Xbox 360 | N/A                     | N/A          |
| 2011 | Dead Island                                | Дія, Рольова гра, survival horror | Windows, Linux, SteamOS | PS3, Xbox 360 | N/A                     | N/A          |
| 2011 | Dead Stop                                  | Tower Defense                     | N/A                     | N/A           | N/A                     | iOS          |
| 2012 | Mad Riders                                 | Комп'ютерні гонки                 | Windows                 | PS3, Xbox 360 | N/A                     | N/A          |
| 2013 | Dead Island: Riptide                       | Дія, Рольова гра, survival horror | Windows                 | PS3, Xbox 360 | N/A                     | N/A          |
| 2013 | Call of Juarez: Gunslinger                 | Шутер від першої особи            | Windows                 | PS3, Xbox 360 | N/A                     | N/A          |
| 2014 | Hellraid: The Escape                       | Action-adventure, Hack and slash  | N/A                     | N/A           | N/A                     | iOS, Android |
| 2015 | Dying Light                                | Дія, Рольова гра, survival horror | Windows                 | N/A           | PS4, Xbox One           | N/A          |
| 2015 | FIM Speedway Grand Prix 15                 | Комп'ютерні гонки                 | Windows                 | N/A           | PS4, Xbox One           | N/A          |
| 2016 | Dying Light:The Following                  | Дія, Рольова гра, survival horror | Windows                 | N/A           | PS4, Xbox One           | N/A          |
| 2016 | Dead Island: Definitive Edition            | Дія, Рольова гра, survival horror | Windows                 | N/A           | PS4, Xbox One           | N/A          |
| 2022 | Dying Light 2 Stay Human                   | Дія, Рольова гра, survival horror | Windows                 | N/A           | PS4, PS5, XSX, Xbox One | N/A          |

### Скасовані та відкладені проекти
| Назва продукції    | Платформа              | Жанр                                               | Статус     |
| ------------------ | ---------------------- | -------------------------------------------------- | ---------- |
| Chrome 2           | Windows                | Шутер від першої особи                             | Скасована  |
| Day of the Mutants | Windows                | Шутер від першої особи, Рольова гра, Дія           | Скасована  |
| Warhound           | Windows, Xbox 360, PS3 | Дія, Шутер від першої особи                        | Відкладена |
| Hellraid           | Windows                | Гра від першої особи, пригодницька, hack-and-slash | Відкладена |

## Публікації сторонніх розробників
| Рік  | Назва продукції            | Розробник            | Жанр                               | ПК             | 8 покоління   | Інше |
| ---- | -------------------------- | -------------------- | ---------------------------------- | -------------- | ------------- | ---- |
| 2017 | Torment: Tides of Numenera | inXile Entertainment | Рольова гра                        | Windows, Linux | PS4, Xbox One | OS X |
| 2017 | Pure Farming 2017          | Ice Flames           | Симулятор менеджменту та будування | Windows        | N/A           | N/A  |